# La Princesse du pays de la porcelaine
Rose et Argent : La princesse du pays de la porcelaine (mieux connue sous le nom de La Princesse du pays de la porcelaine ) est une peinture à l'huile sur toile de l'artiste d'origine américaine James McNeill Whistler. Réalisée entre 1863 et 1865, l'œuvre est actuellement accrochée au-dessus de la cheminée de la Chambre du paon de la Freer Gallery of Art à Washington, DC.